# Constantin Digeon von Monteton
Otto Werner Friedrich Constantin Baron Digeon von Monteton (Bernburg, 28 februari 1886 - Lepel, 27 juni 1944) was een Duitse officier en Generalmajor tijdens de Tweede Wereldoorlog.

## Leven
Op 22 maart 1905 trad von Monteton na zijn opleiding aan de cadettenschool als Leutnant in het Pruisische leger. De zoon van de latere Generalmajor Anton Baron Digeon von Monteton, werd bij het Königin Elisabeth Garde-Grenadier-Regiment Nr. 3 geplaatst. In deze eenheid werd hij als compagniesofficier ingezet. In 1911 werd von Monteton als militair adjudant bij de zoon (Frederik Karel van Pruisen) van Frederik Leopold van Pruisen geplaatst. Op 1 oktober 1913 werd hij bij het Festungs-Maschinengewehr-Abteilung Nr. 6 geplaatst, deze was in Posen gestationeerd. Bij dit onderdeel werd von Monteton op 19 juni 1914 tot Oberleutnant bevorderd.

### Eerste Wereldoorlog
In de Eerste Wereldoorlog werd hij als compagniecommandant bij een MG-compagnie ingezet. Op 24 juli 1915 werd hij tot Rittmeister bevorderd. Von Monteton werd naar de Generalstab  (Generale Staf) overgeplaatst. Aan het einde van de Eerste Wereldoorlog werd hij bij de chef van de Generale Staf van de Heer ingezet. Tijdens de Eerste Wereldoorlog raakte von Monteton gewond, en werd daarvoor met het Gewondeninsigne 1918 in zwart onderscheiden. Hij was tevens met beide klassen van het IJzeren Kruis 1914 onderscheiden. In 1920 werd hij met het Charakter van een Major uit de Deutsches Heer ontslagen.

### Interbellum
In de jaren 30 was von Monteton lid van de Duitse Herenclub. Op 1 oktober 1933 trad hij als Landesschutzoffizier in dienst van de Reichswehr. Hij werd als Major Ausbildungsleiter in Bartenstein ingezet. Hij werd ook bij de uitbreiding van de Reichswehr tot de Wehrmacht gebruikt. In maart 1935 werd hij als Major in het Ergänzungsoffizierskorps opgenomen. Op 1 oktober 1938 werd hij tot Oberstleutnant bevorderd. Von Monteton behield zijn commando als Ausbildungsleiter in Bartenstein tot de mobilisatie voor de Tweede Wereldoorlog in de zomer van 1939.

### Tweede Wereldoorlog
Op 26 augustus 1939 werd hij tot commandant van het 311e Infanterieregiment benoemd. Hij leidde zijn regiment als een onderdeel van de 217e Infanteriedivisie was, tijdens de Poolse Veldtocht. Von Monteton werd met het Herhalingsgesp bij IJzeren Kruis 1939, 2e Klasse onderscheiden. Daarna bleef hij met zijn regiment als bezettingsmacht in Polen. Aan het einde van het voorjaar van 1940, verplaatste hij zich met zijn 311e Infanterieregiment naar het westfront. Hij was ook met het Herhalingsgesp bij IJzeren Kruis 1939, 1e Klasse onderscheiden. Aan het einde van de zomer kwam het regiment in divisieverband naar Oost-Pruisen. Op 1 juni 1941 werd von Monteton in de actieve dienst opgenomen. In 1941 was het regiment als onderdeel van de 217e Infanteriedivisie in de aanval in Noord-Rusland. Hij werd met zijn regiment meerdere jaren ingezet in de noordelijke sector van het oostfront. Op 1 oktober 1941 werd von Monteton tot Oberst bevorderd. Op 9 juli 1942 werd hij met het Duits Kruis in goud onderscheiden. Ook na de naamswijziging van 15 oktober 1942 bleef hij commandant in het 311e Grenadiersregiment. In 1943 droeg hij zijn commando weer over. Von Monteton werd tot commandant van de Armee-Waffenschule van het 3e Pantserleger benoemd. In juni 1944 was hij Kampfkommandant van Lepel. De stad was zwaar in het nauw gebracht door het Russische zomeroffensief. Op de ochtend van 26 juni 1944 werd door een zwakke Kampfgruppe die aan het IX. Armeekorps (9e Legerkorps) ondergeschikt gesteld was, tevergeefs een poging gedaan om een stoplinie aan de Ulla op te bouwen. Het Rode Leger bleef verder oprukken, en ze slaagden in veel gevallen erin de Dvina en de Ulla over te steken. Op 27 juni 1944 kwam de laatste linie verder naar het westen, tussen Uzvitsa en het Lukomskaye-meer te liggen. In de avond van de 27ste juni 1944, werden de eenheden naar de Essa-sector zuidelijk van Lepel gedwongen. Nog dezelfde dag is von Monteton bij Stai ten westen van Lepel of Gorodets ten zuidwesten van Lepel tijdens een infanteriegevecht gesneuveld. Hij werd op 1 juli 1944 postuum tot Generalmajor bevorderd. Bovendien werd von Monteton op 14 augustus 1944 met het Ridderkruis van het IJzeren Kruis onderscheiden.
Von Monteton was de oudere broer van de terechtgestelde Generalleutnant Albrecht Baron Digeon von Monteton.

## Militaire carrière
- Generalmajor: 1 juli 1944[1][2][5] - 25 augustus 1944[3] (Postuum)
- Oberst: 1 oktober 1941[5][2]
- Oberstleutnant: 1 oktober 1938[5][2]
- Major: 1 oktober 1933[5][2]
- Charakter als Major: 1920[5][2]
- Rittmeister: 24 juli 1915[5][2]
- Oberleutnant: 19 juni 1914[5][2]
- Leutnant: 22 maart 1905[2] (Patent van 14 juni 1905)[5]

## Onderscheidingen
- Ridderkruis van het IJzeren Kruis (nr.3423) op 14 augustus 1944 als Generalmajor en Commandant van de Armee-Waffen-Schule PzAOK 3 / 3.Panzerarmee / Heeresgruppe Mitte[6][3][5][1]
- Duits Kruis in goud op 9 juli 1942 als Oberst en Commandant van het 311e Infanterieregiment[6][2][5][1]
- IJzeren Kruis 1914, 1e Klasse[2][5] en 2e Klasse[2][5]
- Herhalingsgesp bij IJzeren Kruis 1939, 1e Klasse[5] (26 mei 1940)[2][6] en 2e Klasse[5] (22 september 1939)[2][6]
- Gewondeninsigne 1918 in zwart[5][2]
- Erekruis voor Frontstrijders in de Wereldoorlog[2]
- Medaille Winterschlacht im Osten 1941/42[2]
- Storminsigne van de Infanterie in zilver op 28 augustus 1941[2]
- Dienstonderscheiding van Leger en Marine, 2e Klasse tot 4e Klasse (25 dienstjaren)[2]

## Lectuur
- (en)  Heidkämper, Otto. Vitebsk: The Fight and Destruction of Third Panzer Army. ISBN 978-1612005492.
- (en)  Dunn Jr., Walter S. Soviet Blitzkrieg: The Battle for White Russia, 1944. ISBN 978-0-8117-3482-0.